# Ester Assumpção
Ester Assumpção (Luz, Minas Gerais 1906 – 2001) foi professora na cidade de Bom Despacho no ano de 1927. Estudou na primeira turma da Escola de Aperfeiçoamento tornando-se, posteriormente, professora das classes anexas desta Instituição, na qual foi convidada por Helena Antipoff a ser gerente das turmas, ministrando aulas especiais para crianças surdas-mudas. 
A educadora que ficou conhecida pelo seu estilo pioneiro e sempre inovador na educação, dedicou sua vida ao trabalho com pessoas com algum déficit mental e ainda com pessoas (crianças e jovens) com altas habilidades, participando, juntamente a Helena Antipoff e colaboradores, da criação da Sociedade Pestalozzi. Ester Assumpção fez parte do corpo docente desta instituição, vindo, entre os anos de 1946 e 1969, a ocupar o cargo de diretora.
O legado de Ester Assumpção é marcado pela criação de instituições e ferramentas que possibilitaram a educação e a inclusão de crianças e adolescentes excepcionais, sendo que no ano de 1942 decidiu abrir as portas de sua própria casa para tal finalidade. Em 1945 fundou o Instituto Santa Helena, em 1953 a Sociedade de Proteção ao Excepcional e em 1957 criou o atual Departamento Infantil da Sociedade de Proteção ao Excepcional. Além destes feitos, Ester Assumpção construiu o Centro Especializado Nossa Senhora d' Assumpção (CENSA) e, no ano de 1987, criou a Sociedade Ester Assumpção de Pesquisa e Assistência ao Exepcional (SEAPAE), instituição esta que existe até os dias atuais, com o nome Instituto Ester Assumpção (desde 2003). Na década de 1990, Ester Assumpção encerra suas atividades profissionais. 